# Арлаускас, Альгис Иозасович
А́льгис Юо́засович Арла́ускас (лит.  и исп. Algis Arlauskas; род. 7 августа 1957, Москва) — советский и испанский актёр, кинорежиссёр и сценарист. Известен по роли Кости Лукова в комедии Леонида Гайдая «Спортлото-82», а также как режиссёр нескольких документальных фильмов.

## Биография
Родился в Москве. Отец — литовский коммунист и партийный деятель, мать — Кармен Пинедо, дочь испанского рабочего-социалиста, уроженка города Бильбао (Испания), которая в 1937 году вместе с двумя сёстрами была эвакуирована в СССР; работала в аппарате испанской компартии помощницей Долорес Ибаррури, позже переводчицей в испанской редакции еженедельной газеты «Московские новости».
В 1978 году окончил Театральный институт имени Бориса Щукина (курс Альберта Бурова), в 1987 году — режиссёрский факультет ВГИКа (мастерская Александра Кочеткова). В 1978—1983 годах — актёр Московского ТЮЗа. Сыграл главные роли в нескольких спектаклях.
В 1991 году, вместе с женой, актрисой Мариной Шиманской, репатриировался на родину матери — в Бильбао, где ему предложили несколько режиссёрских проектов. В браке имеет двух детей: дочь Ольга (род. 1981) — режиссёр, проживает в Москве, замужем за Никитой Тихоновым-Рау; сын Александр (род. 1989) — живёт в Бильбао в Испании.
В Бильбао Арлаускас вместе с Шиманской основали небольшую школу, где готовят профессиональных актёров и сценаристов (Школа театрального и киноискусства «Анима»).
С 2008 года возобновил работу в российских кинопроектах.
В 2016 году Альгис Арлаускас официально развёлся с Мариной Шиманской, хотя разошлись они ещё в 2013 году. Несмотря на это, они продолжают преподавать вместе.

## Фильмография

### Актёр
1. 1974 — Юнга Северного флота — Володя Черёмин
2. 1975 — Цветы для Оли — Витя Сойкин
3. 1978 — Лес, в который ты никогда не войдёшь — Коля
4. 1981 — Берегите женщин — Сергей
5. 1982 — Спортлото-82 — Костя Луков
6. 1983 — Взятка. Из блокнота журналиста В. Цветкова — Валерий Курихин
7. 1983 — Любовью за любовь — Клавдио
8. 1983 — Тайна виллы «Грета» — молодой корреспондент
9. 1984 — Пётр Великий — отец Феодосий
10. 1985 — Дымка — Джерри
11. 1986 — Рядом с вами — Костя
12. 1987 — Остров погибших кораблей — эпизод
13. 2012 — Gernika bajo las bombas (сериал) — фон Рихтгофен
14. 2013 — El Barco (Испания, сериал) — Алекс, повелитель мира
15. 2016 — Анна-детективъ — князь Кирилл Владимирович Разумовский
16. 2016 — Избранный (Испания) — советский генерал
17. 2016 — Amar es para siempre (Испания, сериал) — агент Петров
18. 2018 — Acaciias 38 (Испания, сериал) — господин Коваль, отец Урсулы
19. 2019 — Vota Juan (сериал) — русский посол
20. 2019 — Платформа — Пресо (эпизод)

### Режиссёр
- Я вновь повстречался с надеждой 1985
- Прикосновение 1987
- Не персональное дело 1988
- Прохождение пути 1990
- Жить и умирать в России (сериал) 1992—1993
- От Владимира до Владимира 1995
- Письмо матери 2001
- Деревенский брадобрей 2006
- Победитель 2009
- Патрия (в российском прокате «Женщина под грифом секретно») 2011
- Заговор сумасшедших 2016
- Свободный полёт 2020